# Lago Hof (Speck)
El lago Hof (en alemán: Hofsee) es un lago situado en el distrito de Llanura Lacustre Mecklemburguesa, en el estado de Mecklemburgo-Pomerania Occidental (Alemania), a una altitud de 62.5 metros; tiene un área de 115 hectáreas.
Se encuentra ubicado junto al barrio de Speck, en la ciudad de Kargow.